# Bukova Gora
Bukova Gora je naseljeno mjesto u općini Tomislavgrad, Federacija Bosne i Hercegovine, BiH.

## Stanovništvo

### 1991.
Nacionalni sastav stanovništva 1991. godine, bio je sljedeći:
ukupno: 205
- Hrvati - 204 (99,51%)
- ostali, neopredijeljeni i nepoznato - 1 (0,49%)

### 2013.
Nacionalni sastav stanovništva 2013. godine, bio je sljedeći:
ukupno: 311
- Hrvati - 311 (100%)